# Ricky Champ
Ricky Champ (1 de julio de 1980) es un actor británico. 

## Carrera
Hizo el papel de Paul en Him & Her por cuatro temporadas desde 2010 a 2013.
Champ también ha aparecido en Crims, Plebs y en la sexta temporada de Game of Thrones bajo el papel de Gatins.
Desde mayo de 2018 se unió al elenco principal de la popular serie EastEnders donde da vida a Stuart Highway, hasta ahora.

## Filmografía selecta

### Televisión
| Año       | Título                   | Papel             |
| --------- | ------------------------ | ----------------- |
| 2006      | The Bill                 | Barney Ford       |
| 2010-2013 | Him & Her                | Paul              |
| 2014      | Crims                    | Creg              |
| 2016      | Game of Thrones          | Gatins            |
| 2017      | Tracey Ullman's Show     | Varios            |
| 2018      | Grandpa’s Great Escape]l | Gravedigger Butch |
| 2018–     | EastEnders               | Stuart Highway    |

## Premios y nominaciones
| Año  | Categoría           | Premio             | Serie      | Resultado |
| ---- | ------------------- | ------------------ | ---------- | --------- |
| 2019 | Villain of the Year | British Soap Award | EastEnders | Nominado  |
| 2019 | Best Newcomer       | British Soap Award | EastEnders | Nominado  |